# Kloster La Vieuxville
Das Kloster La Vieuxville ist eine ehemalige Zisterzienserabtei in Frankreich. Es liegt zwischen Dol-de-Bretagne und Antrain in der Gemeinde Epiniac im Département Ille-et-Vilaine, Region Bretagne, östlich der Straße von Épiniac nach Baguer-Pican.

## Geschichte
Das im Jahr 1137 von Gelduin, dem Herrn von Landal und Broualan, gestiftete Kloster (mit Namen Notre-Dame de la Vieuville) gehörte der Kongregation von Savigny an. Es schloss sich mit dieser im Jahr 1147 dem Zisterzienserorden an und unterstellte sich der Filiation der Primarabtei Clairvaux. Es wurde in der französischen Revolution 1790 oder 1791 aufgelöst. Heute gehört es zu einem landwirtschaftlichen Anwesen.

## Bauten und Anlage
Kirche (mit dreischiffigem Langhaus und Querhaus, Vierungsturm sowie Ostfassade aus dem Jahr 1772) und Kreuzgang (gotisch und aus Stein) sind verschwunden. Die Konventsgebäude wurden im 17. Jahrhundert erneuert und 1772 restauriert. Erhalten hat sich ein gewölbter zweischiffiger Saal (Mönchssaal; meist als Keller bezeichnet) mit fünf massiven zylindrischen Säulen aus dem 12. Jahrhundert (wohl um 1140–1145) mit einem weiteren Saal darunter. In Épiniac und Baguer-Pican befinden sich verschiedene Ausstattungsstücke aus dem Kloster.

## Wappen

Wappen der Abtei (1697)

Silber, geviert mit schwarzem Fadenkreuz, in jedem Feld ein gemauerter, roter Zinnenturm.